# Álex Suárez
Alejandro Suárez Castro, detto Álex (Mahón, 27 settembre 1993), è un cestista spagnolo.

## Carriera
Cresciuto nelle giovanili del Club Joventut de Badalona, ha esordito in Liga ACB nel 2011. Proprio dal 2011 milita, con doppio tesseramento, in LEB Plata nel Club Bàsquet Prat. Sempre nel 2013 ha collezionato altre presenze in Liga ACB con il Badalona.
Nel suo palmarès figura il bronzo ai FIBA EuroBasket Under-20 2012.

## Palmarès
- Copa del Rey: 1

Real Madrid: 2017
- Coppa Intercontinentale: 1

Canarias: 2020